# Laurier Melanson
Pour les articles homonymes, voir Melanson.
Laurier Melanson, né le 26 septembre 1931 à Moncton, au Nouveau-Brunswick et mort le 14 décembre 2014 dans la même ville, est un romancier, un dramaturge et un professeur canadien.

## Biographie
Laurier Melanson naît le 26 septembre 1931 à Moncton, au Nouveau-Brunswick. Juste avant le début de la Deuxième Guerre mondiale, sa famille déménage en Nouvelle-Écosse. Il retourne vivre à Moncton en 1945. Il va à l'école élémentaire anglaise durant quatre ans, un journaliste montréalais dira à ce sujet qu'il est un « rescapé de la race ». Il entre ensuite au Collège Saint-Joseph de Memramcook, une institution francophone, où il obtient un baccalauréat ès arts en 1953. Il étudie ensuite la musique au Conservatoire de musique et d'art dramatique du Québec jusqu'en 1955 et à Toronto de 1958 à 1959. Il étudie aussi à l'Université de Montréal. Il obtient finalement une maîtrise de l'Université Paul-Valéry Montpellier 3, en France, en 1974.
Il s'intéresse tout d'abord au théâtre et à la musique. Au cours des années 1950, il est animateur à la radio, professeur au Collège Saint-Joseph, et comédien. Il est par la suite directeur national adjoint du Festival d'art dramatique du Canada durant les années 1960 et 1970. Il enseigne ensuite à l'Université du Nouveau-Brunswick, à Fredericton, jusqu'à sa retraite, vers 1995.
Laurier Melanson publie son premier roman, Zélika à Cochon Vert, en 1981, le premier d'une trilogie sur les familles du village de la Fourche-des-Deux-Rivières liées par le destin. C'est en fait l'adaptation d'une pièce radio-phonique qu'il a lui-même joué à la Première Chaîne, une œuvre largement humoristique. Ce roman est considéré comme son chef-d'œuvre. Le deuxième titre, Otto de la veuve Hortense, est publié en 1982 ; c'est aussi une adaptation d'une pièce radio-phonique. Le troisième titre, Aglaé, est terminé en 1983. Cette trilogie, laissant une grande place à l'humour, se distingue non pas par sa structure mais par ses dialogues, sa langue populaire et ses personnages colorés, en faisant plus un conte qu'un roman. En 1986, le Théâtre populaire d'Acadie de Caraquet commande une adaptation théâtrale fusionnant des aspects des deux premiers titres. La pièce, Zélika à Cochon Vert, connait un succès important.
Laurier Melanson meurt le 14 décembre 2014 au Moncton Hospital à l'âge de 83 ans.

## Œuvres

### Romans
- Laurier Melanson, Zélika à Cochon Vert, Montréal, Leméac, 1982
- Laurier Melanson, Otto de la Veuve Hortense, Montréal, Leméac, 1982
- Laurier Melanson, Aglaé, Montréal, Leméac, 1983

### Pièces radiophoniques
- L'Interview, Radio-Canada, 1984.
- La Promesse électorale, Radio-Canada, 1985.
- La Noce qu'on fait, Radio-Canada, 1986.
- Si je vous parlais d'Edna, Radio-Canada, 1987.
- Le Bien-Aimé, Radio-Canada, 1988.
- Quintette, Radio-Canada, 1989.

### Pièces de théâtre
- Trio, pièce inédite en 2 actes, 1989.
- Mind the Paintin', pièce inédite en 3 actes, 1990.